# Whitefield Park
Der Whitefield Park war ein Fußballstadion im schottischen Cambuslang, Grafschaft South Lanarkshire. Es war die Heimatstätte des FC Cambuslang zwischen 1888 und 1897, als dieser in der Scottish Football League spielte. Das Stadion wurde nach dem Prediger aus dem 18. Jahrhundert George Whitefield benannt.

## Geschichte

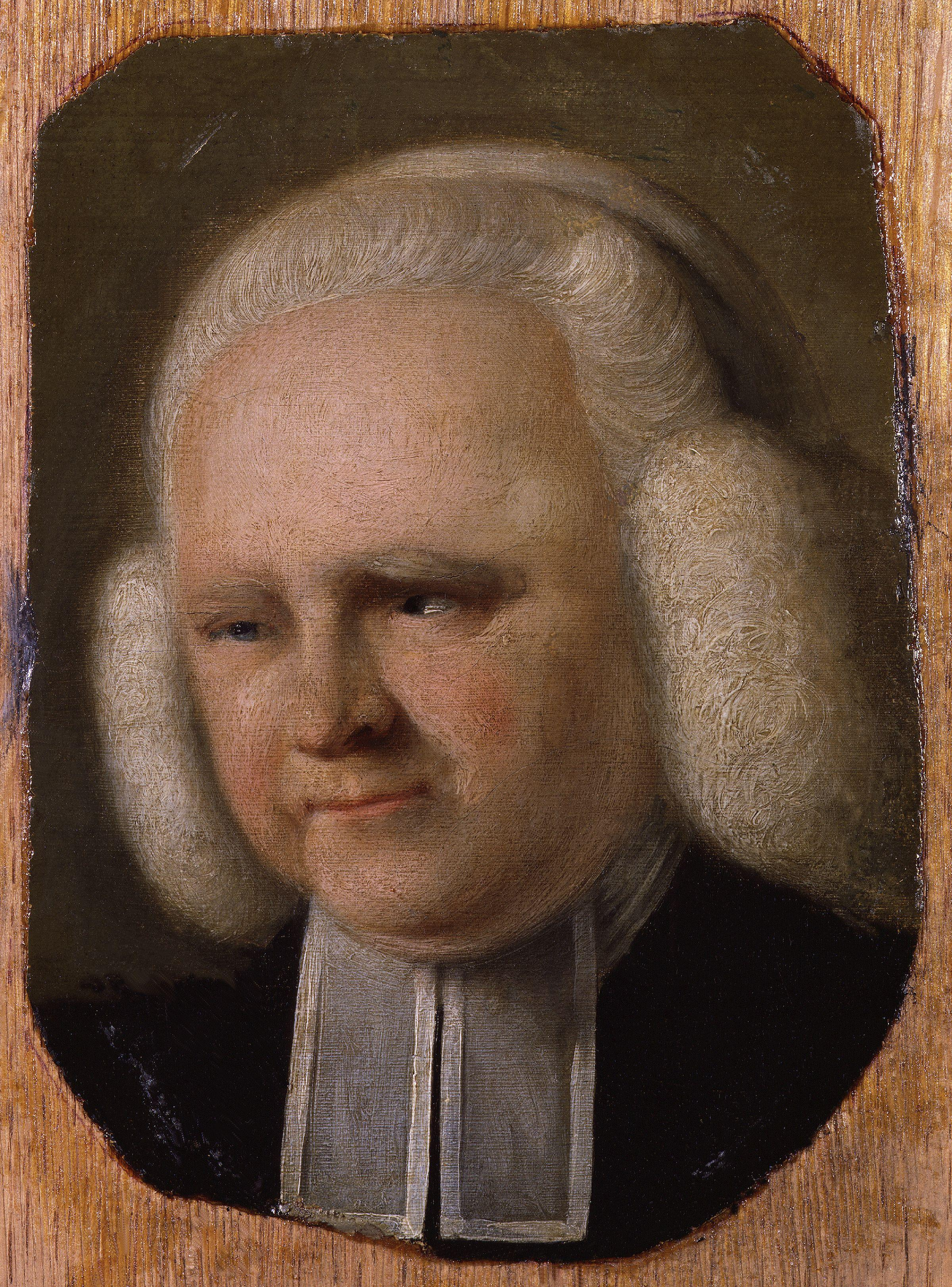
George Whitefield

Der im Jahr 1874 gegründete FC Cambuslang zog vierzehn Jahre nach seiner Vereinsgründung, und ein Jahr nach der Niederlage im Pokalfinale von 1888 gegen den FC Renton vom Westburn Park in den Whitefield Park. Das Stadion befand sich in Cambuslang etwa zehn Kilometer südöstlich von Glasgow in der Nähe des Flusses Clyde.
Das neue Gelände hatte eine Sitztribüne ohne Dach an der Westseite und einen Erdwall hinter dem südlichen Ende des Spielfelds. Es gab auch einen Pavillon in der südwestlichen Ecke des Geländes.
Cambuslang war Gründungsmitglied der Scottish Football League, und das erste Ligaspiel wurde am 16. August 1890 im Whitefield Park gegen den FC Vale of Leven ausgetragen. Das Spiel endete mit einem 8:2-Sieg. Am 23. August 1890 erzielte John McPherson vier Tore für die Glasgow Rangers im Whitefield Park, dem ersten Hattrick in einer Fußballliga in Schottland. Nachdem der Verein in der Saison 1890/91 Platz vier erreicht hatte, wurde der Verein am Ende der Saison 1891/92 auf der Hauptversammlung der Scottish Football League nicht wiedergewählt.
Der Whitefield Park blieb danach Spielstätte für Cambuslang in der Scottish Football Alliance. Im Jahr 1897 wurde der Verein aufgelöst.
Heutzutage liegt das ehemalige Stadion zwischen Croft Road und Hamilton Road. Einen Teil davon nutzt der Bowlsverein „Whitefield Bowling Club“. Die andere Hälfte des ehemaligen Vereinsgeländes der Fußballspieler ist mit Wohnhäusern bebaut.